# Usnea cirrosa
Usnea cirrosa är en lavart som beskrevs av Motyka. Usnea cirrosa ingår i släktet Usnea och familjen Parmeliaceae.   Inga underarter finns listade i Catalogue of Life.